# تروسکلاسی، استان سیلسیان
تروسکلاسی، استان سیلسیان (به لاتین: Truskolasy, Silesian Voivodeship) یک منطقهٔ مسکونی در لهستان است که در Gmina Wręczyca Wielka واقع شده‌است.

## خصوصیات
تروسکلاسی ۲٬۰۴۴ نفر جمعیت دارد.